# Damian de Allende
Damian de Allende (Città del Capo, 25 novembre 1991) è un rugbista a 15 sudafricano, tre quarti centro dei Wild Knights in Top League e campione del mondo nel 2019 e nel 2023 con il Sudafrica.

## Biografia
Nato a Città del Capo in una famiglia di lontane ascendenze portoghesi, debuttò per la locale squadra provinciale del Western Province in Currie Cup nel 2012 e l'anno seguente, nel Super Rugby 2013, per la relativa franchise degli Stormers, con cui in corso d'anno si accordò per una permanenza minima fino a tutto il 2015.
Nel 2014, durante il Championship di quell'anno, esordì negli Springbok a Pretoria contro l'Argentina; l'anno successivo rinnovò il contratto con gli Stormers e contemporaneamente ottenne il permesso per giocare all'estero nel periodo in cui il Super Rugby non si disputa, firmando per la giapponese Kintetsu Liners.
Prese successivamente parte alla Coppa del Mondo di rugby 2015 in cui il Sudafrica si classificò terzo.

## Palmarès
- Coppe del mondo: 2
Sudafrica: 2019, 2023
- Currie Cup: 2
Western Province: 2012, 2017